# Zenda Jacks
Zenda Jacks, geboren als Suzie 'Sue' McCloskey, (Wednesbury, 7 mei 1955) is een Britse zangeres.

## Jeugd
Suzie McCloskey, dochter van een autohandelaar, voltooide tijdens haar kinderjaren een balletopleiding. Na het afbreken van een opleiding tot secretaresse volgde ze in Londen een opleiding tot schoonheidsspecialiste en werkte ze daarna in een warenhuis in Birmingham. Tijdens een verjaardagsfeestje werd haar zangtalent ontdekt door twee leden van de band The Muscles. McCloskey volgde daarna ook zang- en pianolessen en leerde ook gitaar spelen. Tijdens haar optreden met The Muscles werd ze ontdekt door nachtclubeigenaar Peter Stringfellow en Alvin Stardust en Stringfellow werd haar manager. Ze kreeg een platencontract bij Magnet Records.
Bij Magnet Records bracht ze in 1974 onder het pseudoniem Zenda Jacks haar debuutsingle Rub My Tummy uit. Door het label werd ze vanaf het begin aangeprezen als 'The Goddess of Rock'. Rub My Tummy werd vaak gespeeld op de radio en ze maakte naam in het glamrockcircuit. Het nummer verscheen in 1976 ook op de sampler Magnetic Hits. In 1975 volgde de single Earthquake! en in 1976 haar door Pete Waterman geproduceerde derde single Do You Love Me. Met Earthquake! trad ze onder andere op in augustus 1975 in het Duitse muziekprogramma Musikladen. In het Verenigd Koninkrijk baarde ze opzien als de levenspartner van Mud-drummer Dave Mount. Vervolgens zong ze in een big band van de Wakefield Theatre Club.
Van 1978 tot 1979 verving ze bij de Duitse discogroep Silver Convention zangeres Penny McLean, maar verliet de groep voor haar huwelijk met een zakenman, die ze had ontmoet tijdens haar tournee door Mexico. Onder haar bijnaam Sue McCloskey verscheen de single I Really Need Your Love (1981). Na een langjarige onderbreking had ze als achtergrondzangeres van de voormalige Britse band Hard Rain een muzikale comeback.

## Privéleven
In 2003 was ze voor de tweede keer gescheiden en droeg ze de naam Suzie Tundervary. Ze woonde toentertijd in het centrum van Birmingham en was daar als Front-of-House-manager werkzaam in de deftige club Mechu Bar & Grill.